# Huntington (West Virginia)
Huntington er en by i den amerikanske delstat West Virginia. Byen har 46.842(2020) indbyggere og er administrativt centrum i det amerikanske county Cabell County.

## Personer fra Huntington
- Thomas Massie (1971-), politiker i USAs kongress
- Justice M. Chambers
- Robert E. Femoyer
- Evan Jenkins, politiker i U.S. Congress